# Ігуей
Сальвалеон-де-Ігуей (ісп. Higüey, Salvaleón de Higüey) - місто в Домініканській Республіці.

## Історія та географія
Місто Сальвалеон-де-Ігуей  розташоване на крайньому сході Домініканської Республіки і є адміністративним центром провінції Ла-Альтаграсія. Одне з найбільших місць паломництва католиків в Карибському регіоні, важливий туристичний центр.
Місто було засноване в 1494 році Хуаном де Есківелем. У перекладі з мови індіанців таїно його назва означає «де сходить сонце».
Населення становить близько 150 тисяч осіб. Основними джерелами доходів для них є сільське господарство та обслуговування туристів. Багато мешканців міста працюють у розташованому на відстані 50 км від нього туристичному районі Пунта-Кана.
Однією з головних визначних пам'яток Сльвалеона-де-Ігуея є побудований в 1971 році і 21 січня того ж року освячений 80-метровий собор Нуестра Сеньйора де Ла Альтаграсія (Nuestra Señora de la Altagracia) (Базиліка Богоматері Альтаграсія). 21 січня, у день пам'яті св. Мадонни Ла Альтаграсія, сюди стікаються тисячі паломників. У 1979 році собор відвідав папа Римський Іван Павло II. З інших визначних пам'яток міста слід відзначити прикрашений сусальним золотом вівтар старого кафедрального собору.